# Charles Taylor (físico)
Charles Alfred Taylor (Kingston upon Hull, 1922 — 2002) foi um físico britânico. Conhecido por seu trabalho em cristalografia e seus esforços na promoção da ciência ao público jovem.